# Giampaolo Pazzini
Giampaolo Pazzini (ur. 2 sierpnia 1984 w Pescii) – włoski piłkarz występujący na pozycji napastnika w Levante UD.

## Kariera klubowa
Giampaolo Pazzini zawodową karierę rozpoczął w 2002 w Atalancie, której jest wychowankiem. W debiutanckim sezonie strzelił dla niej 9 goli w 39 meczach drugiej ligi i awansował do Serie A. W najwyższej klasie rozgrywek w kraju Pazzini po raz pierwszy wystąpił 12 września 2004 w zremisowanym 2:2 spotkaniu z Lecce, kiedy to już w pierwszej minucie strzelił bramkę.
W styczniu 2005 za 6,5 miliona euro włoski zawodnik odszedł do Fiorentiny, a w zimowym okienku transferowym działacze „Fioletowych” zakupili również trzech innych napastników – Waleriego Bożinowa, Javiera Portillo i Jaime Valdésa. Miejsce w podstawowej jedenastce Fiorentiny mieli jednak zapewnione Christian Riganò oraz Fabrizio Miccoli, którzy wspólnie strzelili w sezonie 2004/2005 16 bramek. W kolejnych rozgrywkach trener Cesare Prandelli wystawiał do gry trzech ofensywnych piłkarzy – środkowego napastnika Lukę Toniego (króla strzelców Serie A) oraz cofniętych skrzydłowych Bożinowa i Martina Jørgensena. Pazzini pełnił rolę rezerwowego, jednak regularnie dostawał szanse występów – przez cały sezon wystąpił w 26 pojedynkach i zdobył 5 goli. Dobra forma prezentowana w 2005 spowodowała, że Giampaolo został wybrany najlepszym włoskim piłkarzem młodego pokolenia. Podczas rozgrywek 2006/2007 w ataku Fiorentiny najczęściej grywali Toni oraz Adrian Mutu, którzy w całym sezonie strzelili po 16 bramek. Pazzini wspólnie z Brazylijczykiem Reginaldo pełnił dla nich rolę zmiennika i zanotował w lidze 7 trafień. W kolejnym sezonie, po odejściu Luki Toniego do Bayernu, linię ataku „Violi” tworzyli Mutu oraz Pazzini. Na tej pozycji grywali również Christian Vieri, Pablo Daniel Osvaldo, Papa Waigo N’Diayè i Daniele Cacia. Pazzini był drugim po Mutu najlepszym strzelcem swojej drużyny. Zdobył 9 goli w 31 występach, natomiast Mutu zanotował 17 trafień w 29 pojedynkach. Latem 2008 do Fiorentiny sprowadzono Alberto Gilardino i trener Prandelli wystawiał go do gry w ataku razem z Adrianem Mutu.
Pazziniego nie satysfakcjonowała rola rezerwowego i 14 stycznia 2009 podpisał on kontrakt z Sampdorią. W odwrotnym kierunku powędrował wówczas Emiliano Bonazzoli. W Sampdorii Pazzini zadebiutował 18 stycznia w przegranym 0:2 spotkaniu z US Palermo. Pierwszego gola zdobył natomiast 1 lutego w zremisowanym 1:1 meczu przeciwko Chievo. Następnie Włoch wpisywał się na listę strzelców w 4 kolejnych pojedynkach – zremisowanym 2:2 ze Sieną, zremisowanym 1:1 z Juventusem, wygranym 1:0 z Atalantą oraz zwycięskim 2:1 z Milanem. 15 marca Pazzini strzelił dla swojego zespołu 2 bramki w zremisowanym 2:2 spotkaniu przeciwko Romie. Pierwszego gola w sezonie 2009/2010 Włoch zdobył 26 października w zwycięskim 1:0 pojedynku z Interem Mediolan. 18 października w zremisowanym 1:1 meczu przeciwko S.S. Lazio Pazzini doznał złamania nosa po zderzeniu z bramkarzem rywali – Fernando Muslerą. Łącznie podczas rozgrywek 2009/2010 Pazzini w 37 ligowych występach strzelił 19 bramek i zajął 3. miejsce w klasyfikacji najlepszych strzelców.
Latem 2010 podczas eliminacji do Ligi Mistrzów Pazzini strzelił 3 bramki w przegranym po dogrywce dwumeczu o awans do rundy grupowej z Werderem.
27 stycznia podpisał kontrakt z Interem Mediolan, a już następnego dnia pomyślnie przeszedł wszystkie testy medyczne. Sam Il Pazzo powiedział, że Interowi się nie odmawia, lecz niełatwo jest mu rozstawać się z Sampdorią.
24 sierpnia został przedstawiony na San Siro jak zawodnik lokalnego rywala Interu - A.C. Milan.
| Sezon     | Klub              | Rozgrywki         | Mecze | Bramki |
| --------- | ----------------- | ----------------- | ----- | ------ |
| 2003/2004 | Atalanta BC       | Serie B           | 39    | 9      |
| 2004/2005 | Atalanta BC       | Serie A           | 12    | 3      |
| 2004/2005 | ACF Fiorentina    | Serie A           | 14    | 3      |
| 2005/2006 | ACF Fiorentina    | Serie A           | 27    | 5      |
| 2006/2007 | ACF Fiorentina    | Serie A           | 24    | 7      |
| 2007/2008 | ACF Fiorentina    | Serie A           | 31    | 9      |
| 2008/2009 | ACF Fiorentina    | Serie A           | 12    | 1      |
| 2008/2009 | UC Sampdoria      | Serie A           | 19    | 11     |
| 2009/2010 | UC Sampdoria      | Serie A           | 37    | 19     |
| 2010/2011 | UC Sampdoria      | Serie A           | 19    | 6      |
| 2010/2011 | Internazionale    | Serie A           | 17    | 11     |
| 2011/2012 | Internazionale    | Serie A           | 33    | 5      |
| 2012/2013 | A.C. Milan        | Serie A           | 30    | 15     |
| 2013/2014 | A.C. Milan        | Serie A           | 18    | 2      |
| 2014/2015 | A.C. Milan        | Serie A           | 26    | 4      |
| 2015/2016 | Hellas Verona     | Serie A           | 30    | 6      |
| 2016/2017 | Hellas Verona     | Serie A           | 0     | 0      |
| 2017/2018 | Hellas Verona     | Serie A           | 19    | 4      |
| 2017/2018 | Levante UD        | Primera División  | 8     | 1      |
|           | Łącznie w Serie A | Łącznie w Serie A | 411   | 111    |

## Kariera reprezentacyjna
Pazzini ma za sobą występy w młodzieżowych reprezentacjach Włoch, dla których łącznie rozegrał 45 meczów i strzelił 15 goli. Najwięcej spotkań zanotował w drużynie do lat 21, w barwach której wystąpił 22 razy. Wziął z nią udział między innymi w Euro 2006 oraz Euro 2007. Wcześniej razem z reprezentacją do lat 19 wywalczył Mistrzostwo Europy 2003.
W seniorskiej reprezentacji Włoch Pazzini zadebiutował 29 marca 2009 w wygranym 2:0 spotkaniu z Czarnogórą w eliminacjach do Mistrzostw Świata 2010. Na boisku pojawił się w 59. minucie zmieniając Vincenzo Iaquintę, a w 74. minucie ustalił wynik meczu na 2:0 dla Włochów. W swoim drugim występie w zespole narodowym przeciwko Irlandii już w drugiej minucie został ukarany czerwoną kartką. W trzecim meczu z Irlandią Północną nie wykorzystał rzutu karnego. Pazzini wziął udział w Mistrzostwach Świata w RPA, na których był rezerwowym i zagrał tylko w spotkaniu z Nową Zelandią, kiedy pojawił się na boisku w 61. minucie.